# Christopher Columbus (film)
Christopher Columbus er en fransk stumfilm fra 1904 af Vincent Lorant-Heilbronn.